# Patrisse Cullors

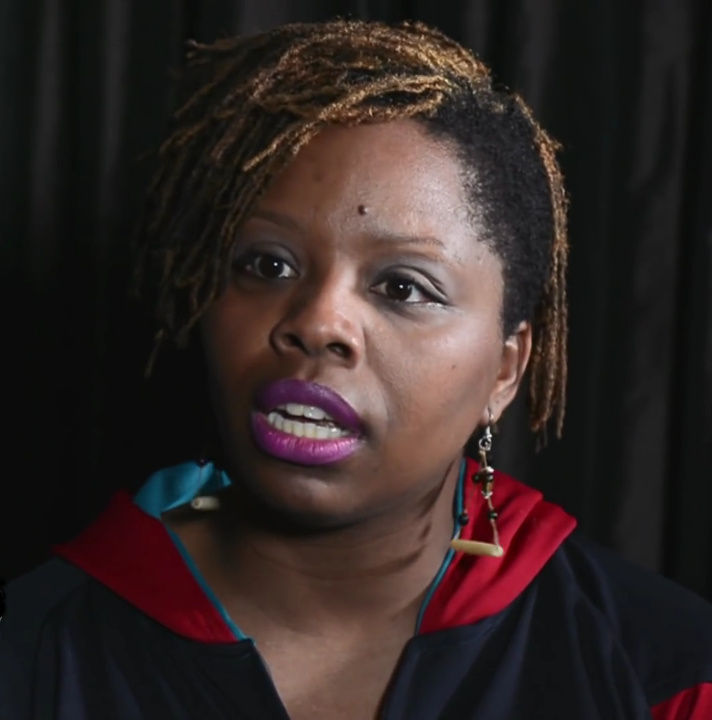
Patrisse Cullors (2015)

Patrisse Cullors (* 20. Juni 1983) ist eine US-amerikanische Künstlerin und Aktivistin. Sie ist Mitgründerin der Bewegung Black Lives Matter.

## Leben
Cullors wuchs mit ihrer alleinerziehenden Mutter in Van Nuys auf, wo sie als Kind erlebte, wie die Polizei einen ihrer Onkel im Haus suchte. Im Alter von 16 Jahren hatte sie ihr Coming-out als queer. Nach der Schule und ihrer Zeit auf einem Community College studierte sie bis 2012 an der UCLA Religion und Philosophie.
Außerdem erwarb sie einen MFA an der Roski School of Art and Design der privaten University of Southern California.
Sie ist mit Janaya Khan verheiratet, Mutter eines Sohnes und unterrichtet am Prescott College in Arizona einen von ihr konzipierten Kurs.
Nach dem Tod Trayvon Martins im Jahr 2013 gründete sie gemeinsam mit Opal Tometi und Alicia Garza die Graswurzelbewegung Black Lives Matter. 2018 schrieb sie ihre Memoiren im Buch When They Call You a Terrorist: A Black Lives Matter Memoir (deutsch: #BlackLivesMatter: Eine Geschichte vom Überleben) nieder.
Bei den Präsidentschaftswahlen 2020 unterstützte Cullors die Kandidaten Bernie Sanders und Elizabeth Warren von der Demokratischen Partei, einer ihrer Gründe dafür war, Kandidaten wie Michael Bloomberg und Joe Biden (ebenfalls Demokraten) zu verhindern.
Im April 2021 trat Cullors als Vorsitzende der Black-Lives-Matter-Bewegung zurück. Vorangegangen war ein Diskurs über privates Vermögen Cullors, hauptsächlich Immobilienkäufe im Gesamtwert von über 3 Millionen Dollar. Im Zusammenhang damit steht ein unbelegter Misstrauensvorwurf der Amazon-Stiftung AmazonSmile, wonach die von Cullors geleitete Bewegung die Mittelverwendung von zum damaligen Zeitpunkt erhaltener Zuwendung in Höhe von 60 Millionen Dollar nicht belegen kann. Ein Faktencheck von USA Today bemerkte diesbezüglich, dass Cullors neben ihren Tätigkeiten als Buchautorin eines Bestsellers und Erstellerin von Inhalt für Warner Brothers auch noch anderen Beschäftigungen nachging und aus diesen Quellen Einnahmen bezog.
Sie bezeichnet sich selbst als Marxistin und führt aus, dass unter anderem die Schriften von Audre Lorde, bell hooks, Mao Zedong und Wladimir Lenin Einfluss auf ihre Weltsicht hatten. Sie setzt sich für gewaltfreien Aktivismus und Direkte Aktion ein und lehnt Gewalt auf Demonstrationen ab.

## Veröffentlichungen
- #BlackLivesMatter. Eine Geschichte vom Überleben. Zusammen mit Asha Bandele. Kiepenheuer & Witsch, Köln 2018, ISBN 978-3-462-05128-5.